# 小行星2665
小行星2665（2665 Schrutka）是一颗围绕太阳公转的小行星。1938年2月24日，阿爾弗雷德·博爾曼在海德堡发现了此天体。
該小行星以奧地利天文學家岡特拉姆·施魯特卡（Guntram Schrutka）命名。
这颗小行星的绝对星等为288.8250871220905等。